# أسيناث بارزاني
آسيناث بارزاني (بالكردية: Asenat Barzanî) (1590–1670، كانت امرأة يهودية شهيرة عاشت في العراق. توضح كتاباتها إتقانها للعبرية والتوراة والتلمود والمدراش والقباله. تعتبر أول حاخام للتاريخ اليهودي من قبل بعض العلماء.

## الحياة والعمل
كانت اسيناث ابنة الحاخام صموئيل بن نثنيل هليفي بارزاني، وهو عالم حاخامات، كانت سلطته مطلقة رغم أنه لم يكن لديه أي منصب رسمي. وقد أسس العديد من اليشيفوت وكان رئيسًا لليشيفية في الموصل. عاش في فقر شديد وكان يعتبر قديسا. لم يكن لديه أبناء، وكان المعلم الأساسي لابنته (اسيناث). وقال سيد الكابالا، لقد علمت ابنته أسرار الكابالا. تعلقت اسيناث بوالدها شديد التعلق، واعتبرته ملكًا لإسرائيل. حيث انها وفي رسالة، وصفت تربية والدها لها:
«لم أغادر مدخل منزلي أو أخرج أبداً. كنت مثل أميرة إسرائيل... لقد نشأت في فصول من العلماء، ترتكز على والدي من الذاكرة المباركة. لم أكن أعلم أبداً أي عمل فقط الدراسة المقدسة».
تزوجت اسيناث من أحد أفضل تلاميذ والدها وابن أخيه، الحاخام يعقوب مزراحي، الذي وعد والدها بأنها لن تقوم بأي عمل منزلي، ويمكن أن تقضي وقتها كطبيبة للتوراة. بعد وفاة والدها، أصبح زوجها رئيسًا لليشيفة في الموصل. شارك في دراساته لدرجة أنها درّست بشكل أساسي طلبة المدرسة ووفروا لهم تدريبًا ربانيًا. بعد وفاة زوجها، مرت قيادة المدرسة على طبيعتها، وفي نهاية المطاف أصبحت معروفة كمعلمة رئيسية للتوراة. ونظراً لأن والدها وزوجها كانا ناجحين في جمع التبرعات، كانت المدرسة تعاني دائماً من صعوبات مالية، وكتبت اسيناث عدة رسائل تطلب فيها أموالاً وصفت فيها وضعها الصعب ووضع تلاميذها. صودر منزلها وممتلكاتها، بما في ذلك كتبها، لكنها شعرت أنه كأمراة لم يكن من المناسب لها أن تسافر بحثاً عن الدعم المالي.
على الرغم من المشاكل المالية، نجحت اسيناث في إدارة المعهد الذي استمر في إنتاج علماء جديين، بما في ذلك ابنها، الذي أرسلته إلى بغداد، حيث واصل سلالة علماء الحاخامية. توضح كتاباتها القليلة الباقية التمكن الكامل للغة العبرية والتوراة والتلمود والمدراش وكذلك الكابالا، وخطاباتها ليست فقط ثاقبة، بل هي أيضا غنائية. بعد وفاتها، قام العديد من اليهود بالحج إلى قبرها في العمادية في شمال العراق، حيث دفن والدها أيضًا هناك.

## اساطير وروايات
هناك العديد من الروايات والأساطير الكردية حولها والمعجزات التي أدتها، بما في ذلك تلك الموصوفة في «قطيع الملائكة».
في الفلكلور المحلي، يلعب جنسها دورًا مركزيًا، في حين أنه في الحياة لا يبدو أنه قدم مشكلة. عُثِر على العديد من القصص التي تشير إلى القوى الخارقة لها في التمائم. وتشمل هذه قدرتها على الحد من حملها لطفلين حتى تتمكن من تكريس نفسها لدراستها.
قطيع الملائكة
ووفقاً للأسطورة، فإن والدها غالباً ما يظهر في أحلامها، ويكشف عنها المخاطر ويخبرها كيف يمكن تجنبها. في إحدى هذه المناسبات، ذهبت إلى أمديت حيث أقنعت اليهود بالاحتفال بروش هودش، القمر الجديد، في الهواء الطلق، كما كان عادتهم قبل أن يتعرضوا للتهديد من قبل الأمميين المعادين.
عندما شرعوا في الاحتفال، كانت هناك صيحات ورأوا النيران تصعد في السماء. كان الكنيس قد أضرمت النيران، مع كل الكتب المقدسة واللفائف في ذلك. بعد أن هتفت اسيناث بارزاني اسماً سرياً تعلمته من والدها، رأى الناس قطيعاً من الملائكة ينزلون إلى سقف الكنيس. ضربت الملائكة النيران بأجنحتها، حتى تم إخماد كل شرارة. ثم قاموا في السماء مثل قطيع من الحمائم البيضاء وذهبت. وعندما تم إزالة الدخان، رأى الجميع أن أيا من اليهود لم يصب بأذى فقط لأن الجماعة كانت في الهواء الطلق، ولكن معجزة أخرى حدثت: لم يكن الكنيس قد أحرق، ولم تكن أي من لفائف التوراة التي تلتها النيران. بعد تلك المعجزة، لم يضايق يهود أمديون من قبل الوثنيين لفترة طويلة. بامتنان، أعادوا تسمية الكنيس بعدها، وتنتهي الأسطورة بالكلمات «وهي لا تزال قائمة اليوم».